# Buttwil
Buttwil (gsw. Buttel) – gmina (Einwohnergemeinde) w Szwajcarii, w kantonie Argowia, w okręgu Muri. Liczy 1 234 mieszkańców (31 grudnia 2020).